# كلورس أقطع
كلورس أقطع (الاسم العلمي:Chloris truncata) هو نوع من النباتات يتبع جنس الكلورس من الفصيلة النجيلية.